# Влах, Ростислав
Ростислав Влах (чеш. Rostislav Vlach; род. 23 июля 1962, Пршеров, Североморавский край) — чехословацкий и чешский хоккейный центральный нападающий и тренер. Трёхкратный бронзовый призёр чемпионатов мира. Сейчас — ассистент главного тренера сборной Чехии (до 19 лет).

## Биография
Ростислав Влах начал свою карьеру в клубе «Злин». Играл в чехословацком чемпионате с 1979 года. В 1982 году на два года перешёл в армейскую команду «Дукла Йиглава», в составе которой дважды становился чемпионом Чехословакии. В 1984 году вернулся в «Злин», где провёл следующие 6 сезонов. В 1990 году перебрался за границу. Играл в Финляндии и Германии. В 1993 году вернулся в Чехию, играл в чешской Экстралиге за «Всетин», с которым 4 раза подряд выигрывал чешский чемпионат. В 2001 году стал чемпионом словацкой Экстралиги в составе «Зволена». После возвращения в родную команду «Злин», в 2004 году Влах завоевал золотую медаль чешской Экстралиги, этот титул стал для клуба первым в истории. Закончил карьеру в 2006 году в клубе «Валашске Мезиржици».
Также Ростислав Влах с 1983 по 1997 год играл за сборные Чехословакии и Чехии. Три раза становился бронзовым призёром чемпионата мира.
В 1987 году на драфте НХЛ Влах был выбран в 11-м раунде под общим 216-м номером клубом «Лос-Анджелес Кингз», но в НХЛ он так и не сыграл, проведя всю свою карьеру в Европе.
После окончания игровой карьеры стал тренером. Был главным тренером «Всетина» (2006—07), словацкой «Нитры» (2007—08), с 2008 по 2017 год тренировал «Злин». В 2013 году вывел команду в финал Экстралиги, а спустя год, в 2014 году, привёл «Злин» ко второму в истории клуба чемпионскому титулу. Эта золотая медаль стала для Влаха 9-й в карьере (2 золота чемпионатов Чехословакии, 5 — чешской Экстралиги в качестве игрока, 1 — словацкой Экстралиги, 1 — чешской Экстралиги в качестве тренера).
В сезоне 2017/18 был ассистентом главного тренера молодёжной сборной Чехии (до 20 лет), с сезона 2018/19 стал ассистентом тренера в сборнйо Чехии до 19 лет.

## Достижения

### Игрок
- Бронзовый призёр чемпионатов мира 1987, 1989 в составе сборной Чехословакии
- Бронзовый призёр чемпионата мира 1997 в составе сборной Чехии
- Серебряный призёр молодёжного чемпионата мира 1982
- Чемпион Чехословакии 1983 и 1984
- Чемпион Чехии 1995—1998 и 2004
- Чемпион Словакии 2001
- Лучший хоккеист и ассистент (12 передач) плей-офф Экстралиги 1995
- Автор золотого гола финальной серии плей-офф Экстралиги 1995

### Тренер
- Чемпион Чехии 2014
- Серебряный призёр чемпионата Чехии 2013

## Статистика
Приведена статистика без учёта выступлений в низших лигах
- Чемпионат Чехии (Чехословакии) — 840 игр, 555 очков (261+294)
- Сборная Чехословакии — 85 игр, 9 шайб
- Сборная Чехии — 12 игр, 2 шайбы
- Чемпионат Словакии — 164 игры, 116 очков (35+81)
- Чемпионат Финляндии — 42 игры, 23 очка (10+13)
- Кубок Шпенглера — 4 игры, 2 шайбы
- Евролига — 4 игры, 1 очко (0+1)
- Всего за карьеру — 1151 игра, 319 шайб

## Семья
Его сын Роман Влах (род. 21.06.1989 г.) — чешский хоккеист, выступает в чешской Экстралиге за «Карловы-Вары».
Ростислав Влах является племянником Мирослава Влаха (19.10.1935 — 08.12.2001 г.), который был известным чехословацким хоккеистом, бронзовым призёром Олимпийских игр 1964 года в Инсбруке, а также 5-кратным призёром чемпионатов мира. За сборную Чехословакии Мирослав Влах провёл 95 игр, забросил 71 шайбу.